# Alcornoque de El Rincón
El alcornoque de El Rincón es un árbol incluido en el Inventario de árboles y arboledas singulares de Andalucía, localizado a los pies de la Sierra del Viento, en el término municipal de Gualdalcanal en la provincia de Sevilla (Andalucía).
Está ubicado junto a una valla que separa dos fincas privadas, cercano a un barranco afluente de La Jayona, en un entorno de olivares en explotación y encinas y otros alcornoques de menor porte.
El alcornoque, con una edad estimada de unos 400 años, destaca tanto por sus dimensiones como por su singular porte. Sus ramas principales brotan prácticamente desde una base con una circunferencia de 12 metros de perímetro, por lo que no existe un fuste apreciable. Los dos pies principales tienen un diámetro de 6,10 y 3,25 metros, ramificándose en otras dos la principal. Por lo tanto en apariencia el árbol está compuesto por 3 pies. Su copa tiene una proyección de más de 400 m².